# Titeuf
Titeuf ist die Hauptfigur des gleichnamigen Comics des Schweizer Künstlers Philippe Chappuis, besser bekannt unter seinem Pseudonym Zep.

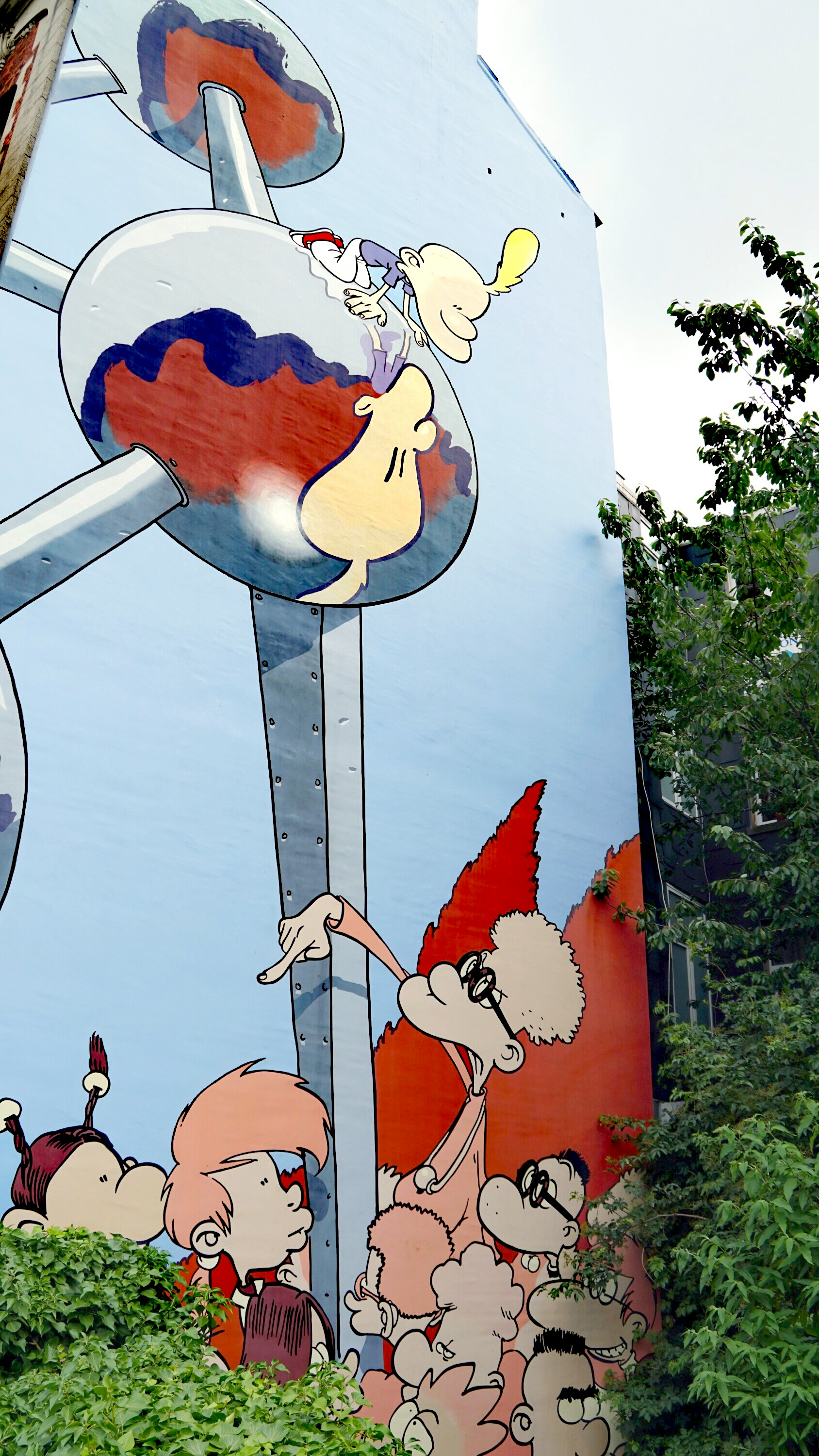
Comicwand in Brüssel, Avenue Bockstael

Titeuf ist ein zehnjähriger Junge in violettem T-Shirt, blonder Federlocke und mit roten Schuhen. Er entdeckt langsam die Faszination Mädchen, wobei es ihm nicht immer gelingt, diese charmant um den Finger zu wickeln. Die Comicbände beinhalten auf jeweils 45 Seiten kleine Geschichten, die meist auf je einer oder zwei Seiten Platz finden. Der Name „Titeuf“ hat laut Zep keine Bedeutung, er hat sich nur gedacht, dass er einen Eierkopf hat, und deshalb das „euf“ am Schluss des französischen Wortes für Ei (= oeuf) übernommen.
In deutscher Übersetzung sind achtzehn Bände im Carlsen Verlag erschienen. Die Bände sind von 0–17 nummeriert. Zuletzt erschien auf Deutsch 2024 der Band 17 Folgt der Tolle!.
Für Titeuf erhielt Zep 1996 den Alph’Art Jeunesse und 2003 den Alph’Art du Public beim Internationalen Comicfestival in Angoulême.

## Filme
2001 entstand eine Titeuf-Zeichentrickserie, deren erste Staffel in Deutschland 2002 im KiKA gezeigt wurde. In Frankreich liefen zwei weitere Staffeln.
2011 kam der Animationsfilm Titeuf, le film in die Kinos. Er basierte auf einem Drehbuch von Zep, der auch für die Regie verantwortlich war.

## Synchronisation
Das Synchron- und Tonstudio Leipzig GmbH übernahm die Synchronisation. Irene Timm führte die Dialogregie und schrieb das Dialogbuch zusammen mit Christine Blankenburg.
| Rolle          | Englischer Sprecher                                       | Deutscher Sprecher |
| -------------- | --------------------------------------------------------- | ------------------ |
| Titeuf         | Donald Reignoux                                           | Gerald Schaale     |
| Hugo           | Donald Reignoux                                           |                    |
| Manu           | Sabrina Leurguin (Staffel 1–3) Nathalie Homs (Staffel 4)  |                    |
| Francis        | Vincent Ropion                                            |                    |
| Jean-Claude    | Vincent Ropion                                            |                    |
| Pepe           | Vincent Ropion                                            |                    |
| Vomito         | Thierry Rageneau                                          |                    |
| Roger          | Thierry Rageneau                                          |                    |
| Nadia          | Caroline Pascal (Staffel 1–3) Pauline Brunner (Staffel 4) |                    |
| Dumbo          | Sabrina Leurguin (Staffel 1–3) Kaycie Chase (Staffel 4)   |                    |
| Zizie          | Caroline Pascal (Staffel 1–3) Nathalie Homs (Staffel 4)   |                    |
| Josiane Biglon | Danièle Hazan (Staffel 1–2) Nathalie Homs (Staffel 3–4)   |                    |
| Anne-Mathilde  | Danièle Hazan (Staffel 1–2) Nathalie Homs (Staffel 3–4)   |                    |
| Tata Monique   | Danièle Hazan (Staffel 1–2) Nathalie Homs (Staffel 3–4)   |                    |

Unter anderem als Nebenredner bei mehreren davon Gundi Eberhard, Rainer Fritzsche, Silke Matthias, Jens-Uwe Bogadtke, Stefan Kaminski, Stefan Senf, Tobias Müller, Norman Matt, Helga Sasse, Andrea Aust, Bert Franzke, Gerrit Schmidt-Foß, Marcus Off, Robert Missler und Bernhard Völger zu hören.

## Ausgaben
- Bd. 0 – Gott, Sex und Hosenträger (Dieu, le sexe et les bretelles)
- Bd. 1 – Ganz schön spannend... (L'amour, c'est pô propre)
- Bd. 2 – Gar nicht übel... (Ça épate les filles)
- Bd. 3 – Wie ungerecht... (C'est pô juste ...)
- Bd. 4 – Faszinierend... (Titeuf et le derrière des choses)
- Bd. 5 – Zum Totlachen... (Tchô, monde cruel)
- Bd. 6 – Das Wunder des Lebens (Le miracle de la vie)
- Bd. 7 – Fass mich an die Füße! (Lâchez-moi le slip!)
- Bd. 8 – Das Gesetz des Schulhofs (La loi du préau)
- Bd. 9 – Tanja heiratet (Nadia se marie)
- Bd. 10 – Meine besten Kumpels (Mes meilleurs copains)
- Bd. 11 – Der Sinn des Lebens (Le sens de la vie)
- Bd. 12 – Bis zum Wahnsinn (À la folie!)
- Bd. 13 – Willkommen in der Pubertät! (Bienvenue en adolescence!)
- Bd. 14 – Slipboy schlägt zurück! (À fond le slip!)
- Bd. 15 – Kleine Poesie der Jahreszeiten (Petite poésie des saisons)
- Bd. 16 – Das große Abenteuer (La grande aventure)
- Bd. 17 – Folgt der Tolle! (Suivez la mèche)